# Rivière Charland
Pour les articles homonymes, voir Charland.
La rivière Charland est un affluent de la rive nord-ouest du fleuve Saint-Laurent, coulant dans la municipalité de Saint-Augustin-de-Desmaures, dans l'agglomération de Québec, dans la région administrative de la Capitale-Nationale, dans la province de Québec, au Canada.
La vallée de la rivière Charland est surtout desservie par la route 138 (au nord), le chemin du Roy (au sud) et la rue du Brome (longeant la partie supérieure de la rivière), notamment pour les besoins de l'agriculture et des résidents de la zone urbaine de Saint-Augustin-de-Desmaures, soit les deux principales activités économiques de cette zone.
La surface de la rivière Charland (sauf les zones de rapides) est généralement gelée de début décembre à fin mars ; la circulation sécuritaire sur la glace se fait généralement de fin décembre à début mars. Le niveau de l'eau de la rivière varie selon les saisons et les précipitations ; la crue printanière survient en mars ou avril.

## Géographie
La rivière Charland prend sa source du côté sud de la route 138, à la limite ouest de la partie urbaine de Saint-Augustin-de-Desmaures. Cette source est située à 1,5 km au sud-est du chemin de fer du Canadien Pacifique, à 1,2 km à l'ouest du centre du village de Saint-Augustin-de-Desmaures, à 1,6 km au nord-ouest du fleuve Saint-Laurent, à 1,9 km au nord-ouest de son embouchure.
À partir de sa source, la rivière Charland coule sur une distance de 3,9 km, avec une dénivellation de 51 m, selon les segments suivants :
- 1,6 km vers le sud-est en passant du côté ouest de la zone urbaine de Saint-Augustin-de-Desmaures, jusqu'à un coude de rivière ;
- 0,7 km vers le nord-est en bifurquant vers le sud-est, jusqu'au chemin du Roy ;
- 0,7 km vers le sud-est en en zone agricole, jusqu'à son embouchure[4].

La rivière Charland se déverse sur la rive nord-ouest du fleuve Saint-Laurent. Cette confluence est située à 12,9 km au sud-ouest du pont Pierre-Laporte, à 4,1 km au sud-ouest du centre de Saint-Augustin-de-Desmaures.

## Toponymie
Le toponyme rivière Charland a été officialisé le 29 juin 1983 à la Commission de toponymie du Québec.